# Polish Open 2025
Die Polish Open 2025 im Badminton fanden vom 19. bis zum 23. März 2025 in Łódź statt.

## Sieger und Platzierte
| Disziplin    | Gold                                              | Silber                         | Bronze                                |
| ------------ | ------------------------------------------------- | ------------------------------ | ------------------------------------- |
| Herreneinzel | Arnaud Merklé                                     | Joakim Oldorff                 | Fabian Roth                           |
| Herreneinzel | Arnaud Merklé                                     | Joakim Oldorff                 | Enogat Roy                            |
| Dameneinzel  | Neslihan Arın                                     | Hung Yi-ting                   | Özge Bayrak                           |
| Dameneinzel  | Neslihan Arın                                     | Hung Yi-ting                   | Tanvi Sharma                          |
| Herrendoppel | Su Ching-heng Wu Guan-xun                         | Rory Easton Alex Green         | Malik Bourakkadi Kenneth Neumann      |
| Herrendoppel | Su Ching-heng Wu Guan-xun                         | Rory Easton Alex Green         | Daichi Miura Yuto Nakashizu           |
| Damendoppel  | Lauren Lam Allison Lee                            | Gronya Somerville Angela Yu    | Sian Kelly Annie Lado                 |
| Damendoppel  | Lauren Lam Allison Lee                            | Gronya Somerville Angela Yu    | Moa Sjöö Tilda Sjöö                   |
| Mixed        | Rehan Naufal Kusharjanto Gloria Emanuelle Widjaja | Kristoffer Kolding Mette Werge | Jones Ralfy Jansen Thuc Phuong Nguyen |
| Mixed        | Rehan Naufal Kusharjanto Gloria Emanuelle Widjaja | Kristoffer Kolding Mette Werge | Rubén García Lucía Rodríguez          |